# Ligne circulaire (Budapest)
La ligne circulaire (hongrois : Körvasút, prononcé [ˈkøɾvɒʃuːt]) ou ligne 1A est une ligne de chemin de fer de Hongrie. Elle relie les différentes gares de Budapest, notamment la Gare de Budapest-Déli, la Gare de Ferencváros et la Gare de Kelenföld.